# 2006年2月逝世人物列表
2006年逝世人物列表：1月 - 2月 - 3月 - 4月 - 5月 - 6月 - 7月 - 8月 - 9月 - 10月 - 11月 - 12月
2006年2月逝世人物列表，是用于汇总2006年2月期间逝世人物的列表。

## 依日期排序

### 1日
- 羅伊·阿隆（Roy Alon），63歲，英國特技演員（《擇日而死》《柳樹》《101斑點狗》），心臟病發作。[1]
- 迪克·巴斯（Dick Bass），68歲，美國職業足球運動員和無線電分析師。[2]
- 迪克·布魯克斯（Dick Brooks），63歲，美國NASCAR賽車手和電臺廣播員，心臟病發作。[3]
- 羅納德·卡梅倫（Ronald B. Cameron），78歲，美國政治家，美國加利福尼亞州眾議員（1963-1967）。[4]
- 羅賓·唐金（Robin Donkin），78歲，英國歷史學家和地理學家。[5]
- 歐內斯特·達德利（Ernest Dudley），97歲，英國小說家，記者，編劇，演員，電臺廣播員。[6]
- Carlson Gracie， Sr.，72歲，巴西武術家，腎結石併發症。[7]
- 小塞繆爾·皮爾遜·戈達德（Samuel Pearson Goddard， Jr.），86歲，美國政治家，1965-1967年任亞利桑那州州長。[8]
- 布萊斯·哈蘭德，74歲，紐西蘭外交官，常駐聯合國代表（1982-1985），駐英國高級專員（1985-1991）。[9]
- 讓-菲力浦·梅特（Jean-Philippe Maitre），56歲，瑞士政治家，瑞士國民議會前主席，腦瘤。[10]
- 約翰·伍拉姆（John Woollam），78歲，英國政治家，前保守黨議員。[11]

### 2日
- 阿曼多·卡斯蒂略（Armando Castillo），73歲，瓜地馬拉奧運自行車運動員。[12]
- Jill Chaifetz，41歲，美國律師，非營利性法律組織“紐約兒童宣導者”（Advocates for Children of New York）的執行董事，患有卵巢癌。[13]
- 米扎努爾·拉赫曼·喬杜里，77歲，孟加拉國政治家，孟加拉國前總理。[14]
- 克裡斯·多蒂（Chris Doty），39歲，加拿大紀錄片導演和劇作家，自殺。[15]
- 古列爾莫·萊特裡（Guglielmo Letteri），80歲，義大利漫畫家。[16]
- 派特·魯普，63歲，美國冰球運動員，1964年和1968年奧運會冰球隊守門員，癌症。[17]
- S. K. Ramachandra Rao，78歲，印度學者。[18]
- Athol Shephard，85歲，澳大利亞板球運動員。[19]
- 尼古拉斯·斯沃布里克（Nicholas Swarbrick），107歲，英國水手，是最後兩名倖存的第一次世界大戰商船退伍軍人之一。[20]
- 雷金納德·斯沃茨爵士，94歲，澳大利亞政治家，1966年至1969年擔任民航部長。[21]
- 克裡斯·沃爾頓（Chris Walton），72歲，英國板球運動員。[22]
- 斯蒂芬·沃羅貝茨（Stephen Worobetz），91歲，加拿大政治家，薩斯喀徹溫省前副省長。[23]

### 3日
- 烏斯塔德·卡瓦勒·巴哈丁（Ustad Qawwal Bahauddin），72歲，印度裔巴基斯坦卡瓦利歌手。
- 瓦勒里安·博羅奇克（Walerian Borowczyk），82歲，波蘭出生的超現實主義電影製片人，心力衰竭。[24]
- Jean Byron，80歲，美國女演員（The Patty Duke Show、The Many Loves of Dobie Gillis、Johnny Concho），髖關節置換手術後感染。[25]
- 厄尼·克莱门茨（Ernie Clements），83歲，英國公路賽車手。[26]
- 弗蘭克·埃利斯（Frank Ellis），100歲，英國放射科醫生。[27]
- 弗蘭克·古德曼（Frank Goodman），89歲，美國百老匯新聞經紀人，充血性心力衰竭。[28]
- 卢·琼斯（Lou Jones），74歲，美國奧運選手。[29]
- 桑尼·金（Sonny King），83歲，美國喜劇演員兼歌手，吉米·杜蘭特（Jimmy Durante）的搭檔，癌症。[30]
- 杜馬·庫馬婁（Duma Kumalo），48歲，南非人權活動家，沙佩維爾六人組之一，電影製片人，種族隔離相關暴力受害者庫魯馬尼支援小組的創始成員。[31]
- 艾爾·路易斯（Al Lewis），82歲，美國演員（《明斯特一家》《54號車》《你在哪裡》《他們射馬，不是嗎？[32]
- 羅馬諾·墨索里尼，78歲，義大利爵士音樂家和畫家。[33]
- Denne Petitclerc，76歲，美國記者、編劇，歐內斯特·海明威的朋友。[34]
- 約翰尼·沃特（Johnny Vaught），96歲，美國大學橄欖球運動員，教練和大學體育管理員，NCAA冠軍密西西比大學橄欖球教練。[35]

### 4日
- 傑克·泰勒，曾經是英國最重的人。[36]
- Jenő Dalnoki，73歲，匈牙利奧運足球運動員和經理（1952年金牌，1960年銅牌）。[37]
- 弗里德里希·恩格爾（Friedrich Engel），97歲，德國納粹黨衛軍軍官。[38]
- 貝蒂·傅瑞丹（Betty Friedan），85歲，美國女權主義者和作家，充血性心力衰竭。[39]
- 小威廉·奧古斯都·鐘斯（William Augustus Jones Jr.），71歲，美國民權運動先驅。[40]
- 芭芭拉·萊登（Barbara W. Leyden），56歲，美國古生物學家和古生態學家。
- 喬·麥格夫（Joe McGuff），79歲，美國體育作家和報紙編輯，肌萎縮側索硬化症。[41]
- 埃琳娜·卡特·理查森（Elena Carter Richardson），57歲，墨西哥出生的首席舞者和教師，癌症。
- 邁倫·沃爾德曼（Myron Waldman），97歲，貝蒂·布普（Betty Boop）和超人（Superman）卡通片的美國動畫師，充血性心力衰竭。[42]

### 5日
- 諾瑪·坎達爾（Norma Candal），75歲，波多黎各喜劇演員，女演員和戲劇老師，頭部受傷。[43]
- 佛蘭克林·科弗（Franklin Cover），77歲，美國演員（《傑斐遜一家》《華爾街》《斯蒂福德的妻子》），肺炎。[44]
- 魯文·弗蘭克（Reuven Frank），85歲，美國電視新聞先驅和前NBC新聞總裁，肺炎併發症。[45]
- 斯圖爾特·梅森，57歲，英國足球運動員。[46]
- 雷·歐文（Ray Owen），65歲，英國橄欖球聯盟球員和管理員。[47]
- 彼得·菲爾普（Peter Philp），85歲，英國戲劇家和古董專家。[48]
- 羅理基（Alberto Rodrigues），94歲，香港醫生和政治家。[49]
- 傑克·泰勒（Jack Taylor），60歲，英國最重的人之一，心臟病發作。[50]

### 6日
- 約翰·布萊曼（John Brightman），布萊曼男爵（Baron Brightman），94歲，英國律師和前上訴法官。[51]
- 馬里奧·康德羅（Mario Condello），53歲，澳大利亞律師和黑幫罪犯，被槍殺。[52]
- 佩德羅·岡薩雷斯-岡薩雷斯（Pedro Gonzalez-Gonzalez），80歲，美國喜劇演員和演員，癌症。[53]
- 斯特拉·羅斯-克雷格（Stella Ross-Craig），99歲，英國插畫家，最傑出的植物插畫家之一。[54]
- 埃絲特·桑多瓦爾（Esther Sandoval），78歲，波多黎各女演員。[55]
- Karin Struck，58歲，德國作家，癌症。
- 戶谷公次，57歲，日本配音演員（《北極星之拳》、《合金裝備》、《龍珠Z》），心力衰竭。

### 7日
- 葛籣·李·本納二世（Glenn Lee Benner II），43歲，美國被定罪的殺人犯，被注射死刑。[56]
- 桑多爾·加雷，86歲，匈牙利奧運運動員。[57]
- 喬治·米萊，76歲，美國商人，海洋世界創始人，肺癌。[58]
- 馬克斯·羅森（Max Rosenn），96歲，美國第三巡迴上訴法院法官（1970-2006）。[59]
- 米切爾·魯普（Mitchell Rupe），51歲，美國被定罪的殺人犯被判刑太重而不能被絞死，肝病。[60]
- 艾倫·沙萊克（Alan Shalleck），76歲，美國電視編劇兼導演（好奇的喬治），被謀殺。[61]

### 8日
- 拉里·布莱克（Larry Black），54歲，1972年夏季奧運會美國田徑獎牌得主，動脈瘤。[62]
- 愛爾頓·迪恩（Elton Dean），60歲，英國爵士薩克斯管演奏家，心臟和肝臟相關問題。[63]
- 邁克爾·吉伯特（Michael Gilbert），93歲，英國懸疑作家和律師。[64]
- 羅恩·格林伍德，84歲，英國足球經理，英格蘭國家隊，西漢姆聯隊。[65]
- Akira Ifukube，91歲，日本電影作曲家，以哥斯拉系列電影而聞名。[66]
- 馬特·肯尼（Mart Kenney），95歲，加拿大爵士音樂家和樂隊領隊，“加拿大大樂隊之王”，因跌倒而併發症。[67]
- 吉吉·帕裡什（Gigi Parrish），92歲，美國女演員，後來被稱為凱薩琳·韋爾德（Katherine Weld）。[68]
- 庫爾吉特·蘭德哈瓦（Kuljeet Randhawa），30歲，印度電視女演員，自殺。[69]

### 9日
- 菲爾·布朗（Phil Brown），89歲，美國演員（《星球大戰》《召喚吉萊斯皮博士》《奧本海默》）。[70]
- 伊博利亞·恰克，91歲，匈牙利運動員，1936年奧運會女子跳高金牌得主。[71]
- Gilles Kahn，59歲，法國計算機科學家。[72]
- 弗雷迪·萊克爵士，83歲，英國企業家，萊克航空公司創始人。[73]
- 納迪拉，75歲，印度寶萊塢女演員。[74]
- Laurie Z，48歲，美國音樂家，肺癌。[75]

### 10日
- 約翰·貝盧索（John Belluso），36歲，美國劇作家，恩格爾曼-卡穆德里綜合症。[76]
- 費爾南多·佩雷拉·德·弗雷塔斯（Fernando Pereira de Freitas），71歲，巴西奧運籃球運動員。[77]
- 吉爾·弗雷澤（Jill Fraser），59歲，英國戲劇導演，癌症。[78]
- 迪克·哈蒙（Dick Harmon），58歲，美國高爾夫球手和高爾夫教練。[79]
- 克努特-奧拉夫·豪斯坦（Knut-Olaf Haustein），71歲，德國醫生。
- 泼兰的斯（John Prentice），79歲，蘇格蘭足球運動員和經理。[80]
- Norman Shumway，83歲，美國外科醫生，進行了美國首例心臟移植手術，肺癌。[81]
- 彼得·史密斯（Peter Smith），65歲，英國工會領袖，食道癌。[82]
- 胡安·索里亞諾（Juan Soriano），85歲，墨西哥畫家和雕塑家。[83]
- 安德列·斯特拉佩（André Strappe），77歲，法國足球運動員。[84]
- James Yancey aka J Dilla，32歲，美國嘻哈唱片製作人和 MC，狼瘡性腎炎。[85]

### 11日
- 彼得·本奇利（Peter Benchley），65歲，美國作家和編劇（《大白鯊》《深海》），肺纖維化。[86]
- 佩吉·克里普斯·阿皮亞（Peggy Cripps Appiah），84歲，英裔迦納兒童作家。[87]
- 肯·弗莱彻（Ken Fletcher），65歲，澳大利亞網球運動員，癌症。[88]
- Jackie “Mr. TV” Pallo，79歲，英國職業摔跤手，癌症。[89]
- Harry Schein，81歲，奧地利出生的瑞典電影學院創始人，作家和專欄作家。[90]
- 騎師沙巴拉拉，62歲，南非歌手，與萊迪史密斯·布萊克·曼巴佐（Ladysmith Black Mambazo）合作。[91]
- 湯瑪斯·A·斯普拉根斯（Thomas A. Spragens），88歲，美國行政人員，中心學院前校長。[92]
- 哈裡·威恩斯（Harry Vines），67歲，美國輪椅籃球教練。[93]

### 12日
- Lenny Dee，83歲，美國管風琴演奏家。[94]
- Henri Guédon，61歲，法國打擊樂手。[95]
- 帕梅拉·奧馬利（Pamela O'Malley），76歲，愛爾蘭裔西班牙活動家，教育家和激進分子，中風。[96]
- 胡安·桑切斯-納瓦羅·皮翁（Juan Sánchez-Navarro y Peón），92歲，墨西哥企業家，國家行動黨（National Action Party）聯合創始人。[97]

### 13日
- 約翰·布魯克-利特爾（John Brooke-Little），78歲，英國作家和軍官。[98]
- 伊蘭·哈利米（Ilan Halimi），法國猶太人，被一個來自banlieue的團夥綁架並謀殺。可能是反猶太主義謀殺。[99]
- Jaakko Honko，83歲，芬蘭經濟學家。[100]
- 安德列亞斯·卡蘇拉斯，59歲，美國演員（《巴比倫5》、《逃亡者》、《星際迷航：下一代》），肺癌。[101]
- 艾倫·萊文（Alan M. Levin），79歲，美國紀錄片製片人。[102]
- 埃德娜·路易斯（Edna Lewis），89歲，美國南部美食食譜的作者。[103]
- Altynbek Sarsenbayev，43歲，哈薩克政治家，前內閣部長，被暗殺。[104]
- 彼得·斯特勞森爵士，86歲，英國哲學家。[105]
- 約瑟夫·烏伊拉基，76歲，匈牙利出生的法國足球運動員。[84]
- 王选，70歲，中國學者和IT專家。[106]

### 14日
- Ramon Bagatsing，89歲，菲律賓政治家，馬尼拉市長，心臟驟停。[107]
- 耶胡達·奇特裡克（Yehuda Chitrik），106歲，俄羅斯出生的拉比和盧巴維奇講故事的人。[108]
- Darry Cowl，80歲，法國演員和鋼琴家，肺癌。[109]
- Shoshana Damari，83歲，葉門出生的以色列歌手，“以色列歌曲女王”，肺炎。[110]
- 邁克爾·G·菲茨傑拉德（Michael G. Fitzgerald），55歲，美國電影史學家和作家。[111]
- 林登·大衛·霍爾（Lynden David Hall），31歲，英國靈魂歌手，霍奇金淋巴瘤。[112]
- Tage Møller，91歲，丹麥奧運自行車運動員。[113]
- 唐·帕爾伯格（Don Paarlberg），94歲，美國三位總統的美國農業經濟顧問。[114]
- 邁克爾·波斯納（Michael Posner），74歲，英國經濟學家。[115]
- 普特·威克曼（Putte Wickman），81歲，瑞典爵士樂團團長和單簧管演奏家，癌症。[116]

### 15日
- 芭芭拉·蓋斯特（Barbara Guest），85歲，紐約學派的美國詩人。[117]
- 安娜·馬利（Anna Marly），88歲，俄羅斯出生的詞曲作者，法國的“抵抗吟遊詩人”。[118]
- 安德列·彼得羅夫，75歲，俄羅斯作曲家。[119]
- Robert E. Rich， Sr.，92歲，美國商人，第一個非乳製品攪打配料的創造者。[120]
- 孫運璿，93歲，中國工程師和政治家，中華民國前總理，心臟病發作。[121]
- 约瑟普·弗尔霍维茨，79歲，克羅埃西亞南斯拉夫共產主義政治家，南斯拉夫前外交部長。
- 林福顺，41歲，謀殺案受害者，在新加坡被前熟人和黑幫成員陈楚仁槍殺

### 16日
- 保羅·阿夫裡奇（Paul Avrich），74歲，美國教授和無政府主義歷史學家，阿爾茨海默病。[122]
- Benno Besson，83歲，瑞士舞台導演。[123]
- Johnny Grunge，39歲，美國職業摔跤手，睡眠呼吸暫停併發症。[124]
- 席德·費勒（Sid Feller），89歲，美國音樂編曲家、指揮家和唱片製作人。[125]
- 鄧尼斯·柯克蘭（Dennis Kirkland），63歲，英國電視製片人兼導演，在短暫生病後。[126]
- 厄尼·斯托特納（Ernie Stautner），80歲，德國出生的美式足球運動員（匹茲堡鋼人隊），職業橄欖球名人堂成員，阿爾茨海默病。[127]

### 17日
- 雷·巴雷托（Ray Barretto），76歲，美國出生的拉丁爵士打擊樂手和樂隊領隊，心力衰竭。[128]
- 西比爾·貝德福德（Sybille Bedford），94歲，德國出生的英國小說家和回憶錄作家。[129]
- 保羅·卡爾，72歲，美國演員（《阿基拉》《泰坦尼克號》《星際迷航》），肺癌。[130]
- Bill Cowsill，58歲，美國歌手，The Cowsills的主唱，肺氣腫和其他疾病。[131]
- 格特魯德·加諾特，86歲，美國棒球運動員（AAGPBL）。[132]
- 哈羅德·亨特（Harold Hunter），31歲，美國職業滑板運動員，在電影《孩子們》中，懷疑吸毒過量。[133]
- 鮑勃·路易斯（Bob Lewis），81歲，美國賽馬主人，充血性心力衰竭。[134]
- 豪爾赫·平托·門東薩（Jorge Pinto Mendonça），51歲，巴西足球運動員，心臟病發作。[135]
- 葉夫根尼·薩莫伊洛夫（Yevgeny Samoilov），94歲，俄羅斯演員。[136]

### 18日
- 理查德·布莱特（Richard Bright），68歲，美國演員（《教父》《馬拉松人》《美國往事》），交通事故。[137]
- 比爾·哈特利（Bill Hartley），75歲，澳大利亞政治活動家和工會會員。[138]
- 勞雷爾·海斯特（Laurel Hester），49歲，美國同性戀權利活動家，肺癌。[139]
- 查理斯·倫納德（Charles Leonard），92歲，美國陸軍少將和奧運神槍手。[140]
- 湯姆·塞勒斯（Tom Sellers），83歲，美國報紙記者，1955年普利策獎得主，心臟病發作。[141]
- 露絲·泰勒（Ruth Taylor），44歲，加拿大詩人，酒精中毒。[142]
- Saulius Mykolaitis，40歲，立陶宛導演、演員和創作歌手。

### 19日
- Angelo Brignole，81歲，義大利自行車手。[143]
- 肯·庫菲爾（Ken Keuffel），82歲，美國大學橄欖球教練，前列腺癌。[144]
- Erna Lazarus，102歲，美國編劇。[145]
- 愛德華·麥克納馬拉（Edward H. McNamara），79歲，美國縣官員。[146]

### 20日
- Lou Gish，35歲，英國舞臺、影視女演員，癌症。[147]
- Curt Gowdy，86歲，美國體育廣播員，白血病。[148][149][150]
- 保羅·馬辛庫斯（Paul Marcinkus），84歲，美國天主教大主教，梵蒂岡銀行行長和梵蒂岡城國副總統。[151]
- Lucjan Wolanowski，86歲，波蘭記者、作家和旅行家。[152]

### 21日
- 根納迪·艾吉（Gennadiy Aygi），71歲，俄羅斯作家和詩人，用楚瓦什語寫作。[153]
- 西奧多·德雷珀（Theodore Draper），93歲，美國歷史學家和政治評論員。[154]
- 米爾科·瑪律亞諾維奇，68歲，塞爾維亞政治家，塞爾維亞總理（1994-2000）。[155]
- Angelica Rozeanu，84歲，羅馬尼亞出生的乒乓球世界冠軍，肝硬化。[156]
- Stefan Terlezki，78歲，1983-1987年英國保守黨議員。[157]

### 22日
- 比爾·巴格納爾（Bill Bagnall），80歲，美國雜誌出版商和編輯（摩托車手）。[158]
- 阿特瓦爾·巴哈特（Atwar Bahjat），30歲，al-Arabiya的伊拉克記者，在伊拉克被綁架並殺害。[159][160]
- 安東尼·伯格（Anthony Burger），44歲，美國福音音樂鋼琴家，在表演中倒下。[161]
- 希爾德·多明（Hilde Domin），96歲，德國詩人和作家。[162]
- Donelson Hoopes，73歲，美國策展人。[163]
- 愛德華·納爾班迪安（Edward Nalbandian），78歲，美國商人，洛杉磯Zachary All Clothing的老闆，患有阿爾茨海默病。[164]
- 拉惹勒南，90歲，新加坡政治家，新加坡第一任高級部長，心力衰竭。[165]
- 約翰·沙利文（John Sullivan），61歲，英國板球運動員。[166]
- 董驃，72歲，香港演員，賽馬評論員。[167]
- 理查·瓦羅（Richard Wawro），52歲，蘇格蘭自閉症專家，國際公認的藝術家，癌症。[168]

### 23日
- 朱塞佩·阿米奇（Giuseppe Amici），67歲，薩馬利諾政治家，聖馬利諾前攝政王上尉。
- 弗雷德里克·布希（Frederick Busch），64歲，美國作家，心臟病發作。[169]
- 賽義德·穆罕默德·喬哈爾，87歲，科摩羅政治家，科摩羅前總統。[170]
- 穆罕默德·沙姆蘇爾·胡克（Muhammad Shamsul Huq），93歲，孟加拉國學者，前外交部長。[171]
- 盧娜·利奧波德（Luna Leopold），90歲，美國生態學家和作家。[172]
- Machteld Mellink，88歲，荷蘭出生的美國安納托利亞遺址考古學家。[173]
- 黛安·沙萊特（Diane Shalet），71歲，美國女演員和作家。[174]
- 厄爾·斯托林斯（Earl Stallings），89歲，美國浸信會牧師和活動家，在「伯明翰監獄來信」中受到馬丁·路德·金（Martin Luther King Jr.）的稱讚。[175]
- Telmo Zarraonaindía，85歲，西班牙足球運動員，心臟病發作。[176]

### 24日
- 奧克塔維亞·巴特勒（Octavia Butler），58歲，美國科幻作家和麥克亞瑟基金會研究員，頭部受傷。[177]
- 哈羅德·法拉格爾（Harold Faragher），88歲，英國板球運動員。[178]
- Don Knotts，81歲，美國演員（《安迪·格裡菲斯秀》、《三人公司》、《幽靈與雞先生》），5次艾美獎得主，肺炎和肺癌併發症。[179]
- 約翰·馬丁（John Martin），58歲，加拿大廣播員，喉癌。[180]
- 安德魯·謝拉特（Andrew Sherratt），59歲，英國謝菲爾德大學考古學家，心力衰竭。[181]
- Denis Twitchett，80歲，英國漢學家和學者，普林斯頓大學吳國學教授（1980-1994），15卷本《劍橋中國史》的作者。[182]
- 鄧尼斯·韋弗（Dennis Weaver），81歲，美國演員（《硝煙》《麥克勞德》《決鬥》），艾美獎得主（1959年），癌症併發症。[183]

### 25日
- 肯尼斯·迪恩（Kenneth Deane），45歲，加拿大員警，在Ipperwash槍擊案中被定罪，車禍。[184]
- 湯瑪斯·科佩爾（Thomas Koppel），61歲，丹麥音樂家和作曲家，來自Savage Rose樂隊。[185]
- 梁灵光，89歲，中國共產黨革命家和政治家，輕工業部部長（1977-1980），廣州市市長（1980-1983），廣東省省長（1983-1985）。[186]
- 達倫·麥加文（Darren McGavin），83歲，美國演員（《高爾察克：夜行者》、《聖誕故事》、米奇·斯皮蘭的《邁克·漢默》）。[187]
- 亨利·莫裡斯（Henry M. Morris），87歲，美國年輕的地球創造論領袖，中風併發症。[188]
- Tsegaye Gabre-Medhin，69歲，衣索比亞桂冠詩人，腎病。[189]
- Imette St. Guillen，24歲，美國西班牙裔約翰·傑伊刑事司法學院學生，被謀殺。

### 26日
- 喬治娜·巴蒂斯庫姆（Georgina Battiscombe），100歲，英國作家和傳記作家。[190]
- 68歲的美國作家兼編輯比爾·卡多佐（Bill Cardoso）創造了“奇聞趣事”一詞，心力衰竭。[191]
- 諾埃爾·迪普羅斯（Noel Diprose），83歲，澳大利亞板球運動員。[192]
- 現年95歲的漢斯·辛格爵士（Sir Hans Singer）是德國出生的英國經濟學家，他幫助創建了世界糧食計劃署和聯合國開發計劃署。[193]
- 查理·韋曼（Charlie Wayman），84歲，英格蘭足球運動員（南安普頓，普雷斯頓北區）。[194]

### 27日
- 愛麗絲·貝克（Alice Baker），107歲，英國第一次世界大戰退伍軍人，在第一次世界大戰中服役的最後一位倖存的英國女性，皇家飛行隊成員。[195]
- Ferenc Bene，61歲，匈牙利足球運動員，摔倒。[196]
- 奧蒂斯·錢德勒（Otis Chandler），78歲，美國《洛杉磯時報》前出版商，路易體病。[197]
- 法赫德·法拉傑·朱瓦伊爾（Fahd Faraj al-Juwair），36歲，沙烏地阿拉伯人，據稱是阿拉伯半島基地組織的頭目，在挫敗的爆炸企圖中喪生。[198]
- 米爾頓·卡蒂姆斯（Milton Katims），96歲，美國中提琴家和指揮家，西雅圖交響樂團的長期指揮和領導者。[199]
- Tsakani Mhinga，27歲，南非R&B歌手，吸毒過量。[200]
- 威廉·穆斯托（William Musto），88歲，美國政治家，新澤西州聯合市前市長，被判犯有敲詐勒索罪。[201]
- 小羅伯特·李·斯科特（Robert Lee Scott， Jr.），97歲，美國將軍，退役美國空軍準將和戰鬥機王牌，作家（上帝是我的副駕駛）。[202]
- 琳達·史密斯（Linda Smith），48歲，英國喜劇演員，卵巢癌。[203]

### 28日
- 詹姆斯·羅納德·布萊克本（James Ronald “Bunkie” Blackburn），69歲，美國NASCAR車手。[204]
- 欧文·张伯伦（Owen Chamberlain），85歲，美國粒子物理學家，反質子的共同發現者，1959年諾貝爾物理學獎獲得者，帕金森病併發症。[205]
- 特拉維斯·克拉裡奇（Travis Claridge），27歲，美式橄欖球運動員（亞特蘭大獵鷹隊，卡羅萊納黑豹隊，漢密爾頓虎貓隊），肺炎。[206]
- 休·麥卡特尼（Hugh McCartney），86歲，蘇格蘭政治家，前工黨議員。[207]
- 羅恩·賽勒斯（Ron Cyrus），70歲，美國政治家，肺癌。[208]
- 彼得·斯諾（Peter Snow），約70歲，紐西蘭醫生，發現“塔帕努伊流感”（慢性疲勞綜合症）。[209]